# Tim Flannery
Pour les articles homonymes, voir Flannery.
Pour le joueur de baseball et musicien, voir Tim Flannery (baseball).
Tim Flannery, né le 28 janvier 1956 à Melbourne est un mammalogiste australien, paléontologue et militant écologiste, particulièrement connu pour son combat contre le réchauffement climatique.

## Carrière
En 1981, il obtient une maîtrise en sciences de la terre à l'Université Monash puis en 1984 un doctorat à l'Université de Nouvelle-Galles du Sud pour ses travaux sur l'évolution des Macropodidae.
Flannery a occupé divers postes universitaires tout au long de sa carrière, dont ceux de professeur à l'Université d'Adélaïde, directeur du South Australian Museum à Adélaïde, chercheur scientifique principal à l'Australian Museum, Professeur associé pour la chaire d'études sur l'Australie à l'Université Harvard, et professeur à l'Université Macquarie. Il est à ces différents titres l'auteur de nombreux articles scientifiques.
Il a été nommé Australien de l'année en 2007. Il est élu en 2012 Fellow de l'Académie australienne des sciences.
Il est également conseiller sur les questions environnementales au Parlement fédéral australien, conseiller pour le Conseil pour l'avenir du monde et président du Conseil de Copenhague sur le climat (en), une organisation internationale de sensibilisation aux changements climatiques. Ses vues controversées sur la fermeture à moyen terme des traditionnelles centrales thermiques à charbon sont souvent citées dans les médias.